# 尤里·瓦连京诺维奇·斯米尔诺夫
尤里·瓦连京诺维奇·斯米尔诺夫（俄语：Юрий Валентинович Смирнов；1952年12月1日—）是俄罗斯政治人物、联邦委员会和第七届国家杜马议员。
1976年，他毕业于莫斯科国立精细化工大学。2004年至2013年，他担任伊万诺沃州联邦委员会议员。2013年至2016年，他担任伊万诺沃州杜马议员。2016年至2021年，他担任第七届国家杜马议员。